# 紀元
紀元（きげん）とは、ある出来事が起こった年を始点として、それから何年経過したかで時間を測定する、無限の紀年法である。

## 概要
ほとんどの紀年法（紀元）では、始まりの年を「0年」（周年）とせず、「1年」（序数年）とする。
紀年法などの年数を数え始める基点（即ち、基点となる出来事やその出来事が起きた日、年）を指して「紀元」（あるいは暦学上では「暦元」とも）とする場合もある。また、その基点となる年のことは「元年」ともいう。紀元といった場合、「紀年法」、あるいは「その基点」のどちらを指しているのか、使用のニュアンスには注意が必要である。
時の流れの中に「紀元」という一定の基準点を置くことで、その距離によって時間の位置を示すことが可能になり、また過去の事件を順を追って記録することができる。紀元とは逆に、別の名称でリセットされる有限の紀年法を「元号」という。

### 紀元前
ある出来事が起こった年を始点として、それから何年遡っているかで時間を測定する方法を紀元前という。紀元前も「0年」ではなく、「紀元前1年」から始まる。即ち、ほとんどの紀年法では紀元1年の前年は紀元前1年となる。

### その他の使用
時間における新しい起点となりうる、象徴的な事象、非常に意義深い出来事を記述するときに「元年」、あるいは「0年」が使用される場合もある（例：IT元年）。ただし、この意味で「紀元」が使われることは通常ない。

## 語釈
英語の「era」は、ラテン語の「aera」に由来し、ある出来事から始まる年代を指す語である。紀元となる年自体を指す語には他に「epoch」がある。なお、「epoch（元期）」は、天文学・暦学上における計算の始点となる年も意味し、暦学上のものは日本語で暦元とも呼ぶ。また、語彙の問題として、日本語の「紀元」は「era」と「epoch」の両方に対して用いられているため混乱がおこる場合がある。なお、中国語ではエラには「紀年」、エポックには「紀元」を用いているので、日本語で「…紀元」というものは「…紀年」と呼ばれている。これは中国語で年号とは言っても、元号とは言わないのと同じ語彙の使い分けである。
現在、日本で単に「紀元」と言った場合には、キリスト生誕の年を元年とするキリスト紀元（西暦）を指すことが多い。なお、戦前の日本では「紀元」というと、一般的に神武天皇が即位したとされる年を元年とする神武天皇即位紀元（皇紀）を指していた。

## 種類
紀元には、以下のようなものがある。グレゴリオ暦やユリウス暦は暦法であり、紀元と混同しないよう留意が必要である。（）
- キリスト紀元（西暦、西紀、AD） - イエス・キリストの生年とされていた年を基準とする（実際のイエス・キリストの生年は不明）紀元前はBCで表記する[3]。
- 共通紀元（CE） - 始点はキリスト紀元と同じであるが、非キリスト教徒に配慮して造られた。紀元前はBCEで表記する。詳細は、「西暦#中立的な表現」参照。
- ヒジュラ紀元 - ムハンマドの聖遷（ヒジュラの年）を基準とする[4]。純粋太陰暦であるヒジュラ暦（イスラム暦）で用いられる。イラン暦（ヒジュラ太陽暦）のような暦法もある。グレゴリオ暦の西暦2025年8月16日は、ヒジュラ暦1447年 、イラン暦1404年にあたる。
- 仏滅紀元 - 釈迦の没年、あるいはその翌年を基準とする。採用された国によって基準年（元年）が異なる。
- サカ紀元 - インドで公式に使用されているインド国定暦（ヒンドゥー暦）の紀元。紀元は西暦78年に当たり、国定暦ではこの年を「0年」として数える。サカ紀元を紀元とするものは、国定暦の他にも数多く存在する。
- 創世紀元 - ユダヤ教で神が世界を創世したとされる年（西暦換算で紀元前3761年）を基準とする。ユダヤ紀元とも。ユダヤ暦で用いられる。太陰太陽暦であるため、太陽暦であるグレゴリオ暦とは大きな差がある。
- 世界創造紀元 - 旧約聖書の天地創造が起きたとされる年（西暦換算で紀元前5509年 - 5508年）を基準とする。ギリシア語七十人訳聖書に基づき逆算して求められた。東ローマ帝国で公式に採用され、かつて東方正教会においても使われていた（一部では現在も使用されている）。
- ローマ建国紀元(AVC) - ローマ帝国が成立したとされる年（西暦換算で紀元前753年）を基準とする。
- ディオクレティアヌス紀元 - ローマ皇帝ディオクレティアヌスが即位した年（ユリウス暦284年）を基準とする。
- フランス共和紀元 - フランス革命（西暦1792年）を基準とする。フランス共和暦で用いられた。
- 神武天皇即位紀元（皇紀） - 神武天皇が即位し、日本が建国された年（西暦換算で紀元前660年）を基準とする。西暦2025年は皇紀2685年である。
- 崇禎紀元 - 崇禎元年（西暦1628年）を基準とする。明滅亡後朝鮮で使われた。
- 檀君紀元（檀紀） - 古朝鮮の始祖である檀君王倹が即位した年（西暦換算で紀元前2333年）を基準とする。西暦2025年は檀紀4358年である。
- 主体（チュチェ）紀元 - 金日成の生年（西暦1912年）を基準とする。西暦2025年は、主体暦114年である。
- 孔子紀元 - 孔子の没年を基準とする。清朝末期の変法派が主張した。
- 黄帝紀元 - 黄帝が即位した年を基準とする。辛亥革命で革命派が用いた。
- 民国紀元 - 中華民国が樹立された年（西暦1912年）を基準とする。紀元前は「民前」という。西暦2025年は、中華民国（民国）114年である。
- 共戴紀元 - モンゴル国のボグド・ハーン政権が樹立された年（西暦1911年）を基準とする。
- 人類紀元（HE） - 完新世の始めごろを基準とする。実際にはキリスト紀元にちょうど10000を加えた年数を用いる。西暦紀元2025年は人類紀元12025年である。
- UNIXエポック - UNIX時間（コンピュータシステム UNIXで内部的に使用される時刻表現）における紀元。協定世界時 (UTC) 1970年1月1日午前0時0分0秒を0とする。西暦2025年1月1日午前0時(協定世界時)は、UNIX時間 1735689600である。